# Härkäjärvi (Jukkasjärvi socken, Lappland, 749870-175990)
Härkäjärvi är en sjö i Kiruna kommun i Lappland och ingår i Kalixälvens huvudavrinningsområde.